# Straße der Skulpturen (St. Wendel)

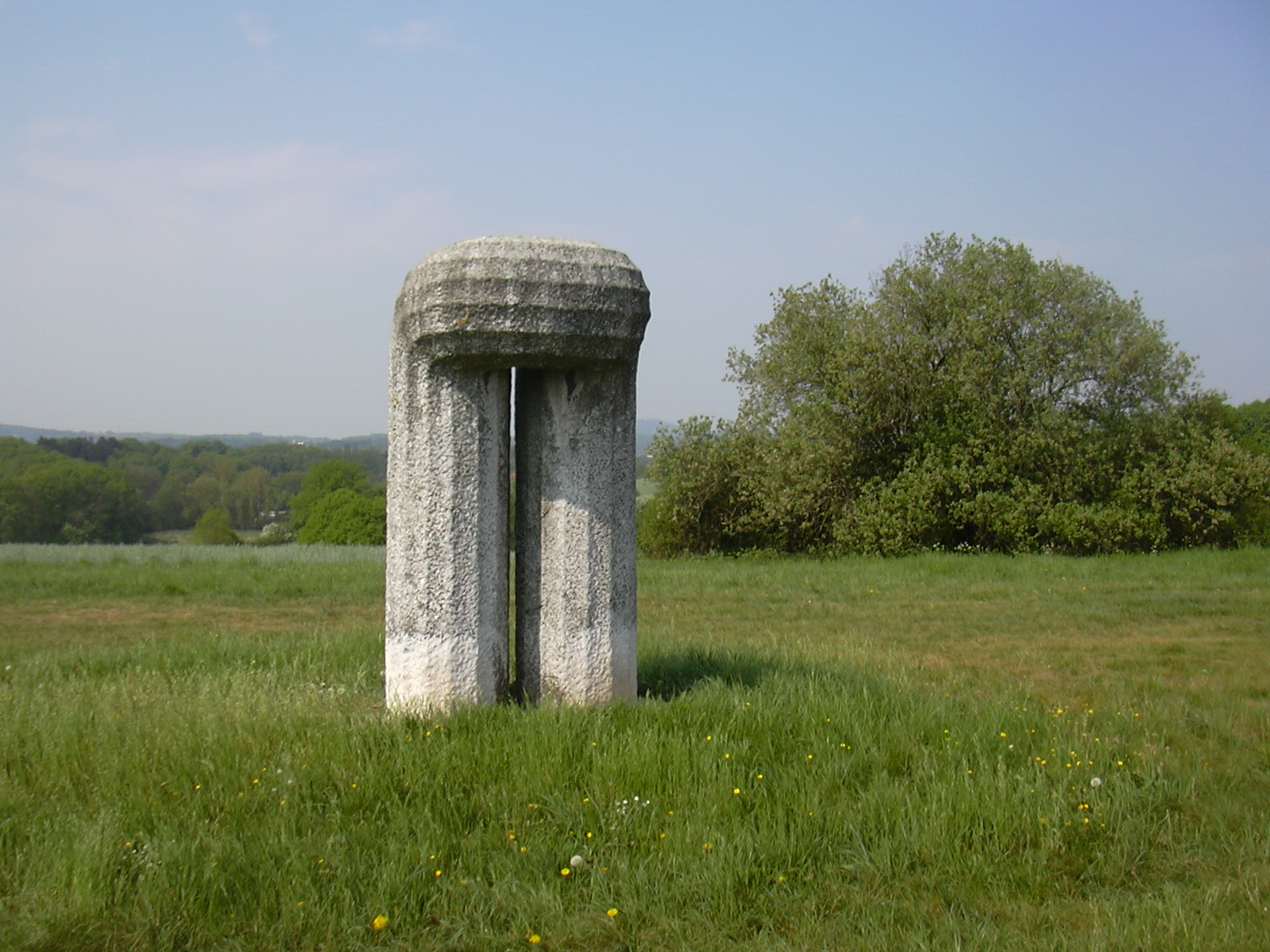
„Erdsäule“ von Kubach-Wilmsen (1971)

Die Straße der Skulpturen liegt im nordöstlichen Saarland und führt von St. Wendel bis zum Bostalsee. Der Skulpturenweg wurde von dem aus St. Wendel stammenden Bildhauer Leo Kornbrust und seiner Ehefrau, der Schriftstellerin Felicitas Frischmuth, initiiert. Gewidmet ist er dem von den Nationalsozialisten ermordeten deutsch-jüdischen Bildhauer und Maler Otto Freundlich, der in den 1930er Jahren die Idee zu einer völkerverbindenden Straße der Skulpturen hatte. Diese Straße der Brüderlichkeit und menschlichen Solidarität sollte von Paris nach Moskau führen.
Seit dem Jahre 1971 wurden entlang eines circa 25 km langen Teilstücks des Saarland-Rundwanderweges insgesamt 55 Skulpturen von 49 Künstlern aus 12 Ländern geschaffen und aufgestellt. Am Anfang stand das Internationale Bildhauersymposion auf der Höhe bei Baltersweiler in den Jahren 1971/72. Dieses Symposion wurde in die Skulpturenstraße einbezogen, an der von 1977 bis 1988 gearbeitet wurde. Die Strecke wurde während des trilateralen Bildhauersymposions 1993 erweitert. Zwischen 1996 und 2014 kamen neun weitere Skulpturen hinzu. Als derzeit letzte Kunstwerke wurden im Jahr 2014 die Stahlskulpturen „Tor für Leo“ von Gerd Winner und „Zwei Streckungen“ von Ansgar Nierhoff aufgestellt.

## Entwicklung des Projektes

### Internationales Steinbildhauer-Symposion St. Wendel 1971/72

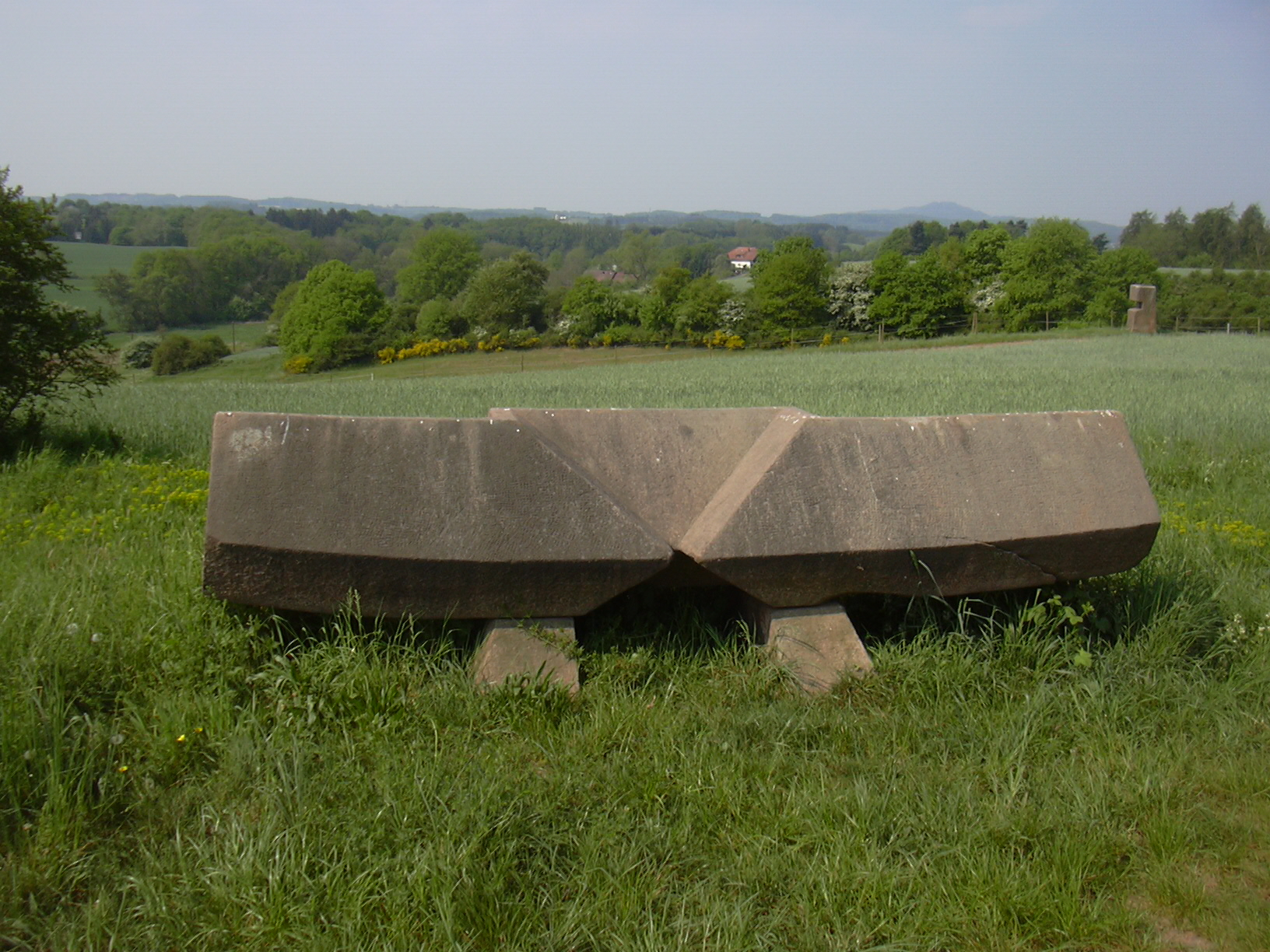
Teil des Symposions: „Horizontale Entfaltung“ von Takera Narita (1971)

In den Jahren 1967 bis 1970 wurde Leo Kornbrust zur Teilnahme an dem Symposion Europäischer Bildhauer nach Sankt Margarethen im Burgenland eingeladen, wo er den Bildhauerkollegen Karl Prantl und dessen Idee von Bildhauersymposien und Skulpturenstraßen kennenlernte. Gemeinsam mit seiner Ehefrau Felicitas Frischmuth initiierte Kornbrust das erste saarländische Bildhauersymposion, das im Sommer des Jahres 1971 drei Monate lang auf der Höhe bei Baltersweiler stattfand. In diesem Jahr beteiligten sich neben Leo Kornbrust insgesamt 11 Künstler aus vier Ländern, darunter auch Karl Prantl. Felicitas Frischmuth begleitete den Prozess auch literarisch mit zahlreichen Texten. Im folgenden Jahr wurde die Aktion mit drei weiteren Künstlern fortgesetzt. Insgesamt wurden 14 Steine von 15 Künstlern aus sechs Ländern bearbeitet. Damit war zunächst das „Internationale Steinbildhauer-Symposion St. Wendel“ abgeschlossen.

### Erweiterung 1977–88

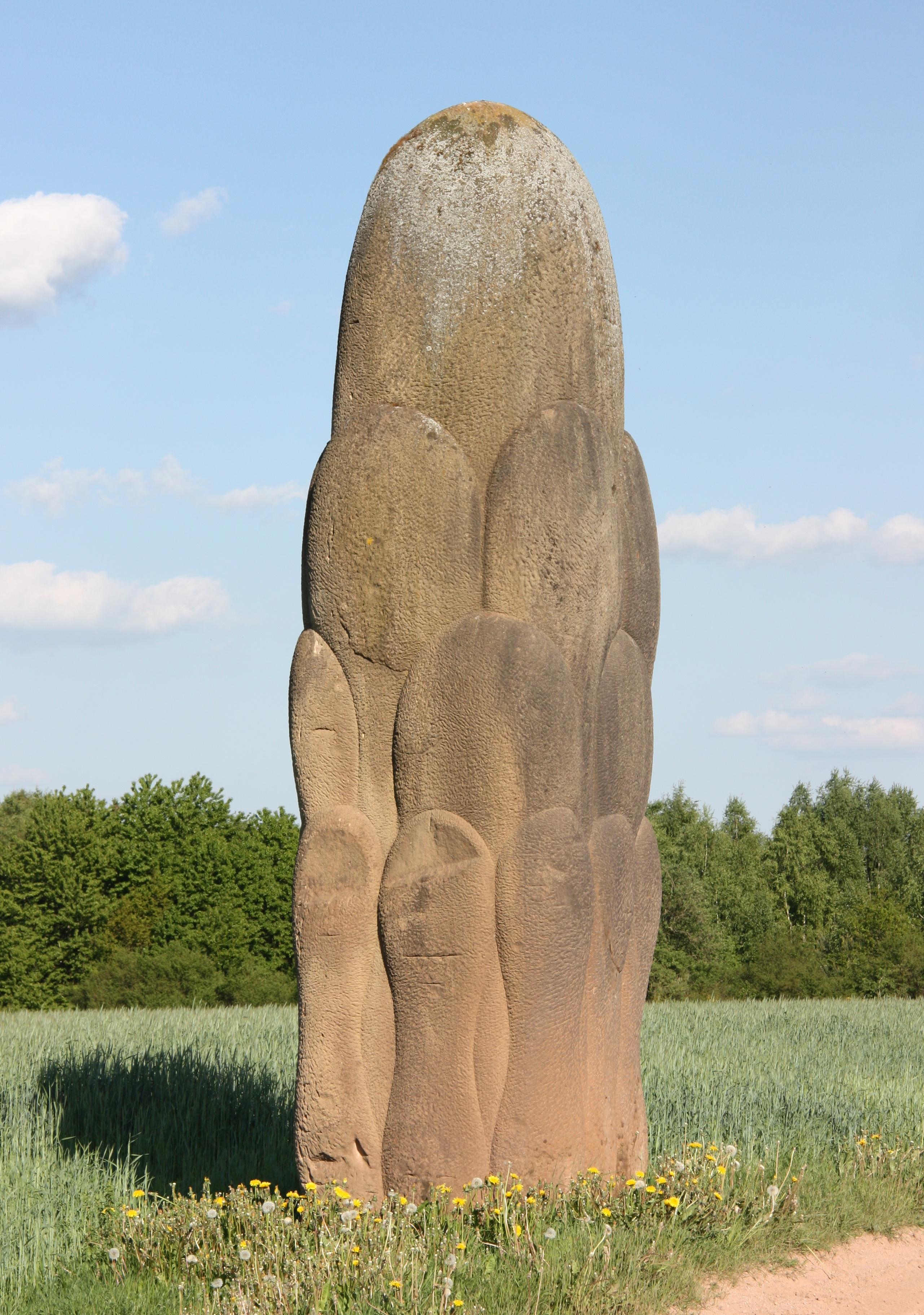
Teil der erweiterten Skulpturenstraße: „Wolkenstein“ von Franz Xaver Ölzant (1979) – bei Güdesweiler

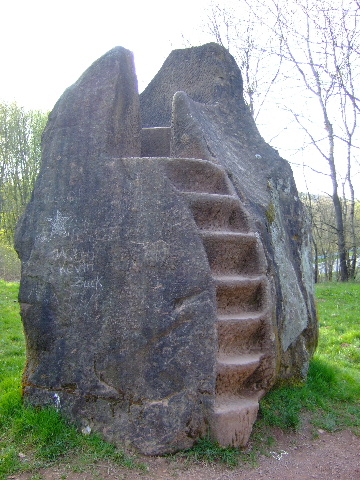
Leo Kornbrust: Liebesthron (1979) – Bostalsee

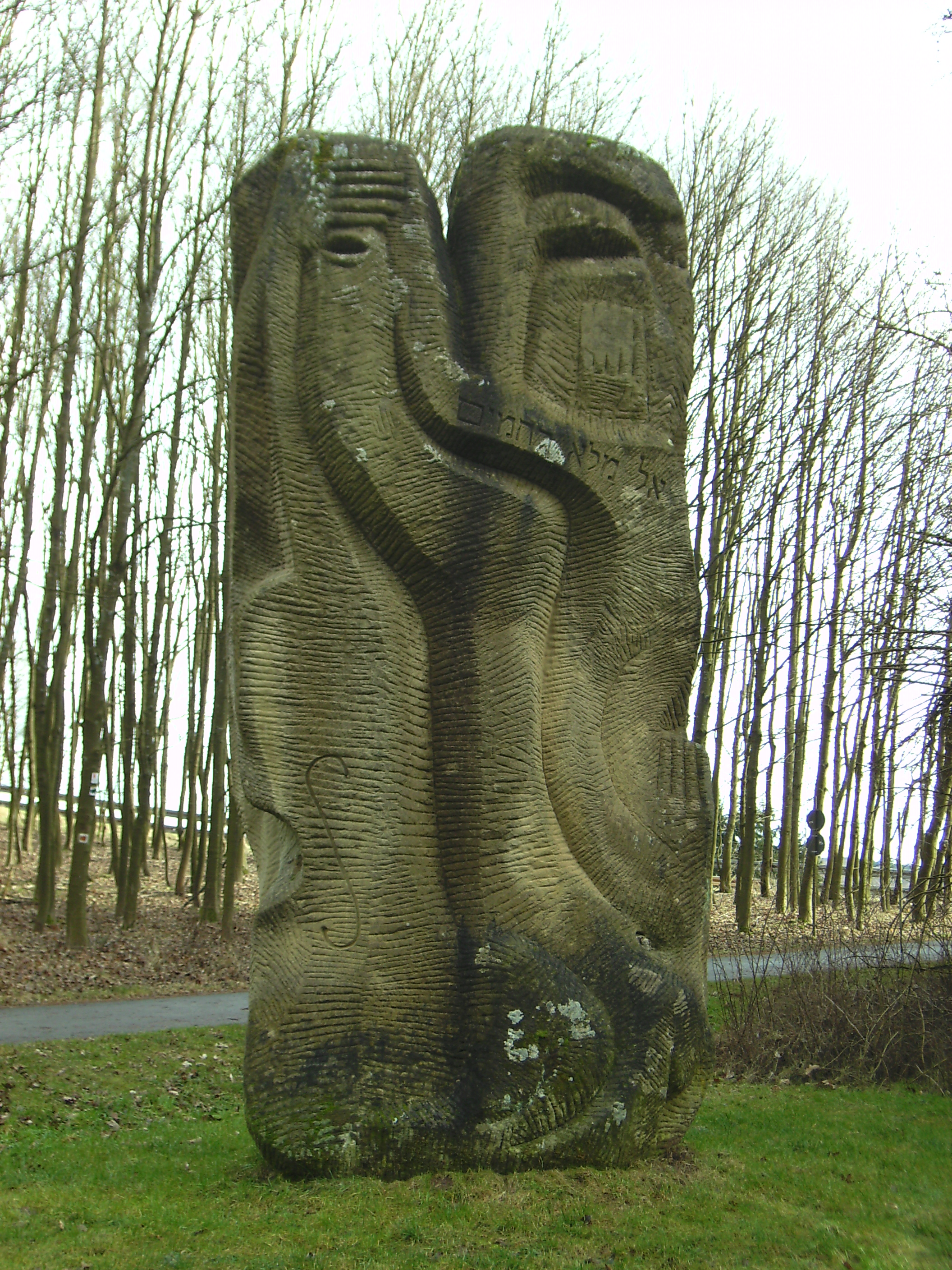
Shlomo Selinger: „Requiem für die Juden“ (1980) – Bostalsee

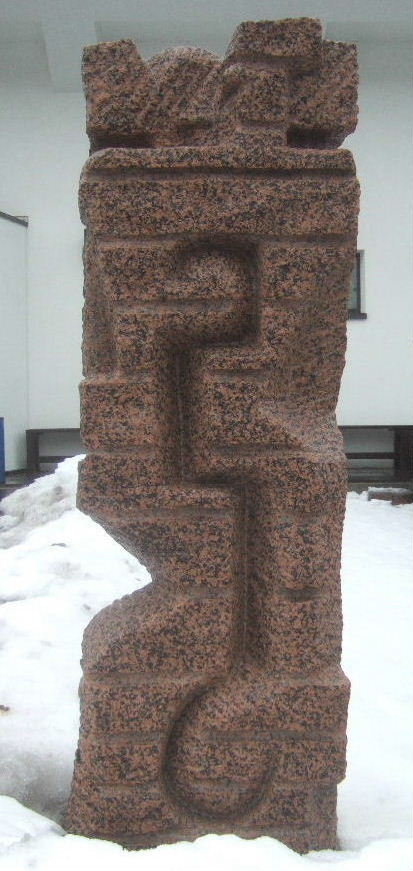
Shlomo Selinger: „Liebe“ (1982/2010) – St. Wendel

Zwei Ereignisse waren für Leo Kornbrust der Anstoß, die Idee einer „Straße der Skulpturen“ umzusetzen: Zum einen lösten sich bei Bauarbeiten in der Nähe von St. Wendel große Sandsteinblöcke von einer Felswand, für die ein Platz gefunden werden musste. Zum anderen wurde in den Jahren 1974–75 der Saarland-Rundwanderweg angelegt, der über eine Länge von ca. 25 km durch das St. Wendeler Land verläuft und auch über das Gelände des Symposions bei Baltersweiler führt. Kurzerhand wurden die Steinblöcke entlang des neuen Wanderweges platziert.
Als Auftakt entstanden im Jahre 1977 zwei Skulpturen, der „Fischkopf“ des Künstlers Han van Wetering und der „Große Fuß“ des Bildhauers Yoshimi Hashimoto. Offiziell eröffneten im Jahre 1979 die beiden Bildhauer Franz Xaver Ölzant und Leo Kornbrust mit ihren Arbeiten die eigentliche Skulpturenstraße. Weitere Arbeiten anderer Künstler folgten. Im Jahre 1988 wurde die Straße mit der Fertigstellung der Arbeit von Dorothee von Windheim abgeschlossen.
Bis dahin hatten insgesamt 35 Künstler aus 10 Ländern ihre Arbeiten aufgestellt. Sie schufen zusammen 38 Skulpturen verschiedener künstlerischer Ausprägung.

### Bildhauersymposion 1993
Im Jahre 1993 beauftragte die Internationale Gesellschaft der Bildenden Künste in Bonn Leo Kornbrust mit der Projektleitung eines trilateralen Bildhauersymposions, das im Rahmen des 30-jährigen Jubiläums des Deutsch-Französischen Jugendwerkes und des 25-jährigen Bestehens des Office franco-québécois pour la jeunesse im „Grenzland“ Saarland stattfinden sollte. Im Herbst desselben Jahres kamen 15 junge Künstler aus Deutschland, Frankreich und Kanada nach St. Wendel. Neun von ihnen schufen bleibende Arbeiten an der Skulpturenstraße; drei schufen zeitlich begrenzte Projekte in der Landschaft, zwei entschieden sich für ein Museumsprojekt in St. Wendel und eine Künstlerin für eine Konzept-Arbeit, die ebenfalls im Museum präsentiert wurde. Die Skulpturenstraße wurde um 5 km bis zum Peterberg bei Braunshausen erweitert.

### Die Jahre 1996–2014
In den Jahren 1996–2014 wurde die Straße um neun Skulpturen erweitert. Vier von diesen entstanden in unmittelbarer Auseinandersetzung mit der umgebenden Landschaft. Es handelt sich um die Arbeiten von James Reineking (1996), Herbert Wurm (2001), Bertrand Ney (2007) und Robert Schad (2008). Die restlichen fünf Skulpturen sind ältere Arbeiten, die im Stadtgebiet von St. Wendel aufgestellt wurden. Sie wurden von Hans Steinbrenner, Franz Bernhard, Kang Jinmo, Shlomo Selinger und Ansgar Nierhoff geschaffen.

## Einbindung in dieStraße des Friedens
Im Jahre 2002 wurde die Straße der Skulpturen mit dem Projekt „Steine an der Grenze“ bei Merzig verbunden; an der Schnittstelle beim Waderner Stadtteil Gehweiler wurde als sichtbares Zeichen der Verbindung jeweils eine Plastik der beiden Initiatoren Paul Schneider und Leo Kornbrust aufgestellt. Mit der Gründung der Otto-Freundlich-Gesellschaft im Jahre 2004 soll unter der Regie von Leo Kornbrust die Idee Freundlichs verwirklicht werden. Durch die Integration anderer Bildhauersymposien und weiterer Skulpturen internationaler Künstler soll eine Straße zwischen der normannischen Küste und Moskau geschaffen werden. Verlängerungen der „Straße des Friedens“ in Deutschland sind der Skulpturenweg Salzgitter-Bad, das Stahlbildhauersymposion in Dillingen/Saar, die Marmorplastik „Wellen des Lebens“ des Künstlers Jaroslav Vacek in der Europäischen Akademie Otzenhausen und das Bildhauersymposion der Stiftung für Bildhauerei in Berlin. Weitere Teilstrecken existieren in Luxemburg, Belgien, Frankreich und Polen.

## Die Künstler und ihre Werke
| Künstler                                  | Titel                                                                           | Material                                                                                       | Jahr                     |
| ----------------------------------------- | ------------------------------------------------------------------------------- | ---------------------------------------------------------------------------------------------- | ------------------------ |
| Hiromi Akiyama                            | Ohne Titel                                                                      | roter Sandstein                                                                                | 1971/72                  |
| Hiromi Akiyama                            | Rahmen für eine Landschaft                                                      | gelber Sandstein                                                                               | 1981                     |
| Gerhard Ammann                            | Ohne Titel                                                                      | gelber Sandstein                                                                               | 1981                     |
| Ivan Avoscan                              | Le Réveil – Erwachen                                                            | gelber Sandstein                                                                               | 1982                     |
| Gabi Beju                                 | Erinnerung an die Nike von Samothrake                                           | gelber Sandstein                                                                               | 1972                     |
| Franz Bernhard                            | St. Wendeler Figur                                                              | Stahlblech, geschweißt                                                                         | 1999                     |
| Rinaldo Bigi                              | Barca della Vita – Lebensschiff                                                 | gelber Sandstein                                                                               | 1983                     |
| Daniel Bräg                               | Ohne Titel                                                                      | circa 200 gestapelte Fichten                                                                   | 1993, heute verschwunden |
| Hans-Jürgen Breuste                       | Overkill 1982 – die Kräfte der Steine und die Kräfte, die Steine bersten lassen | gelber Sandstein, Panzerketten, Stahlplatten, Kanonenrohre                                     | 1982                     |
| Sylvie Bussières                          | Formes végétaux: 4 arbustes, forme feuille, montagne                            | Schiefer                                                                                       | 1993                     |
| Elmar Daucher                             | Verschiebung                                                                    | roter Sandstein                                                                                | 1971                     |
| Mario Duchesneau                          | Ohne Titel                                                                      | 45 Mehlbeersträucher                                                                           | 1993                     |
| Herbert George                            | Soft Obelisk                                                                    | roter Sandstein                                                                                | 1972                     |
| Nikolaus Gerhart                          | Ohne Titel                                                                      | gelber Sandstein                                                                               | 1986                     |
| Alfred Görig                              | Ganzheit – Verschoben                                                           | gelber Sandstein, Stahlplatte                                                                  | 1983                     |
| Edgar Gutbub                              | Dreierbeziehung                                                                 | roter Sandstein, Stahlplatte                                                                   | 1984                     |
| Nausikaa Hacker                           | Ohne Titel                                                                      | Sandstein, Beton                                                                               | 1993                     |
| Yoshimi Hashimoto                         | Großer Fuß                                                                      | gelber Sandstein                                                                               | 1977                     |
| Bruno K.                                  | Rotdorn – Pfahl im Fleisch                                                      | circa 250 Jahre altes Eichenholz, Eisenplatten, Blech, Betonsockel                             | 1981                     |
| Kang Jinmo                                | Aufbruch                                                                        | Basalt-Lava, Edelstahl                                                                         | 1994, 1999 aufgestellt   |
| Leo Kornbrust                             | Hommage a Buñuel                                                                | Basalt-Lava                                                                                    | 1971                     |
| Leo Kornbrust                             | Liebesthron                                                                     | gelber Sandstein                                                                               | 1979                     |
| Leo Kornbrust                             | Pyramide                                                                        | Basalt-Lava                                                                                    | 1988                     |
| Kubach-Wilmsen                            | Erdsäule                                                                        | Krastaler Marmor, Rauchkristall                                                                | 1971                     |
| Dieter Kunz                               | Dreieck                                                                         | Betonguss                                                                                      | 1993                     |
| Samuel La Roze                            | Ameisenhaufen                                                                   | Glaskasten, Eisenstäbe, Zucker                                                                 | 1993, heute verschwunden |
| Diane Landry                              | St. Wendel und Umgebung                                                         | Eisen, Eisendraht, Wachs, Fotos, Fundstücke, Wolle                                             | 1993                     |
| Patrick Lebret                            | 2 Installationen „Avec Titre“                                                   | 1) Eisen, Teichfolie, Wasser, Goldfische; 2) Eisengerüst, Teichfolie, Motor, Wasser, Farbstoff | 1993                     |
| Alf Lechner                               | Bodenobjekt ohne Titel                                                          | 8 cm starkes Stahlblech                                                                        | 1985                     |
| Ulrike Leitz-Ehlers                       | Informationspfeiler III                                                         | Sandstein, Silikon, Filmstreifen, Filmdosen, Sand                                              | 1993                     |
| Takera Narita                             | Horizontale Entfaltung                                                          | roter Sandstein                                                                                | 1971                     |
| Mathis Neidhart                           | Bodengestaltung „Heiligtum“                                                     | Asphalt, Gesamtlänge circa 33 m                                                                | 1993                     |
| Bertrand Ney                              | Le Réveil – das Erwachen                                                        | gelber Sandstein                                                                               | 2007                     |
| Ansgar Nierhoff                           | Zwei Streckungen                                                                | Stahl                                                                                          | 1985, 2014 aufgestellt   |
| Heinz Oliberius                           | Ohne Titel                                                                      | gelber Sandstein                                                                               | 1986                     |
| Franz Xaver Ölzant                        | Erinnerung an Hammurabi                                                         | Basalt-Lava                                                                                    | 1971                     |
| Franz Xaver Ölzant                        | Ohne Titel (im Volksmund „Wolkenstein“ genannt)                                 | gelber Sandstein                                                                               | 1979                     |
| Karl Prantl                               | Basaltbank                                                                      | Basalt-Lava                                                                                    | 1971                     |
| James Reineking                           | Ohne Titel (für Leo)                                                            | 40 cm starkes Stahlblech                                                                       | 1996                     |
| Laurent Reynes                            | Ohne Titel                                                                      | Holzpfähle, Schiefer                                                                           | 1993, 1998 abgebaut      |
| Diane Robertson                           | Ohne Titel                                                                      | Eisen, Steine, Schotter                                                                        | 1993                     |
| Gernot Rumpf                              | Zum Gedenken an das Grubenunglück in der Schwerspatgrube Eisen                  | roter Sandstein mit Aluminium                                                                  | 1971                     |
| Adolf Ryszka                              | Grenzstein auf dem Weg                                                          | roter Sandstein                                                                                | 1971                     |
| Robert Schad                              | Im Wind                                                                         | Stahl                                                                                          | 2008                     |
| Rudi Scheuermann                          | Komposition mit stereometrischen Elementen                                      | roter Sandstein                                                                                | 1971                     |
| Martin Schneider                          | Ohne Titel                                                                      | gelber Sandstein                                                                               | 1981                     |
| Paul Schneider                            | Durchblick in die Landschaft                                                    | roter Sandstein                                                                                | 1971                     |
| Michael Schoenholtz                       | Große Doppelfigur                                                               | gelber Sandstein, Betonsockel                                                                  | 1984                     |
| Alf Schuler                               | Ohne Titel                                                                      | über 30 Stahlrohrstücke, zwei Stahlseile                                                       | 2007                     |
| Klaus Schwabe                             | Familie                                                                         | gelber Sandstein                                                                               | 1987                     |
| Shlomo Selinger                           | Requiem für die Juden                                                           | gelber Sandstein                                                                               | 1980                     |
| Shlomo Selinger                           | Liebe                                                                           | roter Granit                                                                                   | 1982, 2010 aufgestellt   |
| Michel St-Onge                            | Fos ne l’en sof                                                                 | Holz, Stein, Autoreifen                                                                        | 1993                     |
| Hans Steinbrenner                         | Figur                                                                           | Basalt-Lava                                                                                    | 1975, 1997 aufgestellt   |
| Valérie Thuillier                         | Chemin amusé, amusant                                                           | 6 Stahlringe, je 2 m Durchmesser                                                               | 1993                     |
| Christian Tobin (früher: Christian Mayer) | Verkanteter                                                                     | gelber Sandstein                                                                               | 1981                     |
| Hajime Togashi                            | Sonnenstein                                                                     | Krastaler Marmor, Rauchkristall                                                                | 1972                     |
| A. D. Trantenroth                         | 3 Umfeldveränderungen ohne Titel                                                | Tombak                                                                                         | 1988                     |
| A. D. Trantenroth                         | Ohne Titel                                                                      | gelber Sandstein, Tombak, Scharniere, blaue Farbe                                              | 1988                     |
| Franck Turpin                             | Bodenobjekt ohne Titel                                                          | gefärbter Beton, Eisenschaniere                                                                | 1993                     |
| Han van Wetering                          | Fischkopf                                                                       | roter Sandstein                                                                                | 1977/78                  |
| Dorothee von Windheim                     | Ohne Titel (Über die Vergänglichkeit)                                           | gelber Sandstein, Eisen, Glas                                                                  | 1987/88                  |
| Gerd Winner                               | Tor für Leo                                                                     | Stahl                                                                                          | 2014                     |
| Herbert Wurm                              | Bliesener Stein – Wolkenaltar                                                   | gelber Sandstein                                                                               | 2001                     |